# Ven a bailar
«Ven a bailar» es el primer sencillo de la banda de sonido de la telenovela Isa TKM, esta canción encabeza el CD titulado Isa TKM: La fiesta va a empezar y es el tema principal de la telenovela.

## Video
El video inicia mostrando a Isabella (María Gabriela de Faría) con un cuaderno lleno de dibujos, que toman vida en un sinfín de muchos colores y elementos animados, mientras que Isa y sus amigos (todos los personajes de la serie) están en un concierto divirtiéndose y pasándola bien. Isa y Cristina se disputan la atención de Alex, mientras que Linda no se despega de Rey.
Está lleno de muchos efectos especiales y de mucha alegría que describen el lema y la premisa básica de la serie (Isa TKM) de una manera chistosa y ocurrente.